# NGC 1400
NGC 1400 este o emission-line galaxy⁠(d) situată în constelația Eridanul. A fost descoperită în 20 septembrie 1786 de către William Herschel. Se află la o distanță de 23,99 de megaparseci de Pământ.